# Stazione meteorologica di Ospedaletti
La stazione meteorologica di Ospedaletti è la stazione di riferimento del comune di Ospedaletti, in provincia di Imperia.

## Coordinate geografiche
La stazione meteorologica si trova nell'Italia nord-occidentale, in Liguria, in provincia di Imperia, nel comune di Pontedassio, in località Bestagno, a 9 metri s.l.m. e alle coordinate geografiche 43°48′N 7°43′E
| Ospedaletti           | Mesi   | Mesi   | Mesi   | Mesi   | Mesi   | Mesi   | Mesi   | Mesi   | Mesi   | Mesi   | Mesi   | Mesi   | Stagioni | Stagioni | Stagioni | Stagioni | Anno |
| Ospedaletti           | Gen    | Feb    | Mar    | Apr    | Mag    | Giu    | Lug    | Ago    | Set    | Ott    | Nov    | Dic    | Inv      | Pri      | Est      | Aut      | Anno |
| --------------------- | ------ | ------ | ------ | ------ | ------ | ------ | ------ | ------ | ------ | ------ | ------ | ------ | -------- | -------- | -------- | -------- | ---- |
| T. max. media (°C)    | 12,3   | 12,5   | 14,0   | 16,1   | 19,4   | 23,0   | 25,8   | 25,9   | 23,8   | 19,9   | 16,1   | 13,4   | 12,7     | 16,5     | 24,9     | 19,9     | 18,5 |
| T. min. media (°C)    | 8,1    | 8,2    | 9,6    | 11,6   | 14,8   | 18,5   | 21,2   | 21,5   | 19,3   | 15,6   | 11,9   | 9,2    | 8,5      | 12,0     | 20,4     | 15,6     | 14,1 |
| Giorni di pioggia     | 6      | 6      | 6      | 4      | 2      | 1      | 0      | 0      | 1      | 2      | 3      | 6      | 18       | 12       | 1        | 6        | 37   |
| Vento (direzione-m/s) | NE 3,8 | NE 4,2 | NE 4,4 | SW 4,6 | SW 4,5 | SW 4,4 | SW 4,2 | SW 4,1 | SW 4,1 | NE 4,1 | NE 4,0 | NE 3,9 | 4,0      | 4,5      | 4,2      | 4,1      | 4,2  |